# Andrea Negroni
Andrea Negroni (Roma, 2 novembre 1710 – Roma, 17 gennaio 1789) è stato un cardinale italiano.

## Biografia
Nacque a Roma da una famiglia di origine bergamasca, figlio del conte Giovanni Battista Negroni e di Ludovisi di San Casiano. Suo nonno, il conte Giovanni Francesco Negroni era governatore della città di Orvieto, appartenente dal 1673 alla Santa Sede.
Intraprese la carriera ecclesiastica. Relatore della Congregazione del Buon Governo dal 1735 al 1742 e del tribunale della Segnatura dal 1743 al 1761, ricevette l'ordine del suddiaconato il 22 marzo 1760.
Fu creato cardinale-diacono da papa Clemente XIII nel concistoro del 18 luglio 1763. Il 22 agosto 1763 ottenne il titolo cardinalizio di Santa Maria in Aquiro. Il 5 giugno 1765 optò per quello dei Santi Vito e Modesto. Infine il 13 dicembre 1779 optò per il titolo di Sant'Agata dei Goti.
Nel 1766 fu nominato tutore e unico amministratore dei beni dei tre nipoti di Giangregorio Brunacci Consalvi, tra i quali Ercole Consalvi, che erano rimasti orfani di padre e affidati alle cure del nonno nel 1760. Per il suo tutore, il cardinale Consalvi manifestò sempre stima e gratitudine.
Fu pro-prefetto del tribunale della Segnatura dal 1770 al 1787 e pro-prefetto della Congregazione del Concilio dal luglio 1785.
Partecipò a due conclavi: quello del 1769, che portò all'elezione di papa Clemente XIV; e quello del 1774-1775, che portò all'elezione di papa Pio VI.
Morì il 17 gennaio 1789 a Roma. I suoi resti riposano nella chiesa dei Santi Bartolomeo e Alessandro, chiesa nazionale dei Bergamaschi di Roma.